# Ace of Hearts Records
Ace of Hearts Records was een Engels platenlabel van Decca Records, dat tussen 1961 en 1973 Amerikaanse muziek opnieuw op langspeelplaat uitbracht. Het ging hier om jazz van onder meer Billie Holiday, Ella Fitzgerald, Louis Armstrong, King Oliver en Art Tatum, blues van bijvoorbeeld Lightnin' Hopkins, maar ook populaire muziek (Bing Crosby, Judy Garland, Ink Spots), rock-'n-roll, folk en country & western. Decca was ook eigenaar van Ace of Clubs Records, dat hetzelfde deed met muziek uit Engeland.